# Călin Cristea
Călin Virgil Cristea (n. 6 mai 1988, Alba Iulia, Alba, România) este un fotbalist român liber de contract, care joacă pe post de mijlocaș. Pe plan internațional, are prezențe la națională pentru România Sub-21. A debutat în Liga I în tricoul echipei Unirea Alba Iulia, în iunie 2005.

## Legături externe
- Profil la transfermarkt